# Okręg Polesie Armii Krajowej
Okręg Polesie SZP, ZWZ, wreszcie Armii Krajowej noszący kryptonimy „Kwadra”, „Twierdza”, „Żuraw”, „Rydze”.
W 1943 dowództwo okręgu zostało aresztowane przez Gestapo. Odtworzenia struktur podjął się na polecenie KG AK ppłk Henryk Krajewski „Trzeska”. Na czele dwóch kadrowych oddziałów partyzanckich w połowie maja przedostał się na przez Łuków i Siedlce na Polesie i rozpoczął odtwarzanie jednostek 30 Dywizji Piechoty, bazując na miejscowych zasobach.

## Struktura organizacyjna w 1944
- Inspektorat Zachodni Armii Krajowej (Brześć)
- Inspektorat Środkowy Armii Krajowej (Kobryń)
- Inspektorat Wschodni Armii Krajowej (Pińsk)
- Inspektorat Północny Armii Krajowej (Prużana)[1]

W skład okręgu wchodził też Samodzielny Obwód Kamień Koszyrski. Obejmował tereny Polesia Wołyńskiego.

## Komendanci
- mjr Aleksander Habiniak „Kuźma”,
- ppłk Franciszek Faix „Ordyński”,
- ppłk Stanisław Dobrski „Żuk”,
- płk Henryk Krajewski „Leśny”, „Trzaska”.